# Ligne 10 du tramway de Bruxelles (1927-1968)
Pour les articles homonymes, voir Ligne 10.
La ligne 10 est une ancienne ligne du tramway de Bruxelles qui a fonctionné jusqu'au 18 mars 1968.

## Histoire
Elle est supprimée le 18 mars 1968 lors de la cinquième phase de restructuration du réseau de tramway bruxellois, une partie de son itinéraire est repris par les lignes suivantes, :
- la nouvelle ligne 18 entre le carrefour du boulevard du Jubilé avec le boulevard Léopold II et le Fort Jaco à Uccle ;
- la nouvelle ligne 92 entre la place Louise à Bruxelles et le square Marlow ;
- la section gare de Berchem-Sainte-Agathe - place Docteur Schweitzer n'est pas reprise mais reste exploitée par la ligne de tramway 62 et la ligne d'autobus 85 de même que les deux sections place Docteur Schweitzer - Basilique et place Simonis - Bruxelles Place Louise qui restent exploitées par la ligne 19 ;
- la section Basilique - place Simonis (par le nord le long de l'avenue des Gloires Nationales) est abandonnée par la STIB mais reste parcourue par les tramways vicinaux à écartement métrique de la ligne Al.

## Les stations
| Stations           |
| ------------------ |
| Fort-Jaco          |
| Alphonse XIII      |
| Place Saint-Job    |
| Gare de Saint-Job  |
| Lancaster          |
| Thévenet           |
| Dieweg             |
| Wolvendael         |
| Marlow             |
| Héros              |
| Boetendael         |
| Messidor           |
| Vanderkindere      |
| Molière            |
| Darwin             |
| Ma Campagne        |
| Janson             |
| Faider             |
| Stéphanie          |
| Louise             |
| Porte de Namur     |
| Trône              |
| Arts-Loi           |
| Madou              |
| Botanique          |
| Rogier             |
| Yser               |
| Sainctelette       |
| Ribaucourt         |
| Simonis            |
| Parc Élisabeth     |
| Riethuisen         |
| Collège Sacré-Cœur |
| Goffin             |
| Valida             |
| Schweitzer         |
| Alcyons            |
| Berchem-Shopping   |
| Gare de Berchem    |